# Neogalumna antenniger
Neogalumna antenniger är en kvalsterart som beskrevs av Hammer 1973. Neogalumna antenniger ingår i släktet Neogalumna och familjen Galumnidae. Inga underarter finns listade i Catalogue of Life.